# 余洲
余洲（1499年—？年），字子居，羽林前卫匠籍福建莆田縣人，民籍。

## 生平
治《詩經》，行三，由順天府學增廣生中式壬午科（1522年）順天府鄉試第十二名舉人，年二十五歲中式嘉靖二年（1523年）癸未科會試第二百九十九名，第二甲第一百四名進士。官户部主事。

## 家族
曾祖余彦智。祖父余道堯，義官。父余一正，字文表，成化十三年举人，归安知县。前母林氏；母李氏。慈侍下。兄準、矩、弟汀。